# Borčany
Borčany jsou obec na Slovensku v okrese Bánovce nad Bebravou.
Leží v nadmořské výšce 197 metrů. Žije zde 265 obyvatel.

## Historie
První písemná zmínka o obci je z roku 1113, kde je uvedena ve Druhé zoborské listině jako Borscan. Obec náležela k nitranské diecézi a později místním zemanským rodům. V roce 1598 bylo ve vsi osm domů, v roce 1874 žilo v jedenácti domech, deset rodin a 103 obyvatele, v roce 1828 žilo 102 obyvatel v deseti domech. Hlavní obživou bylo zemědělství. Do roku 1892 se obec dělila na  Malé Borčany (maďarsky Kisborcsány) a Velké Borčany (maďarsky Nagyborcsány), které od sebe oddělovala hranice Trenčínské a Nitranské župy. Do roku 1918 vec náležela Trenčínské župě v Uherském království, pak byla součástí Československa a následně Slovenska. V letech 1976–1992 byly Borčany součástí Ryban.

## Přírodní poměry
Obec leží ve střední části Nitranské pahorkatiny na dolním toku Višňového potoku v povodí Bebravy. Nadmořská výška odlesněného území se pohybuje v rozmezí 187–221 m, střed obce leží ve výšce 195 m n. m. a je vzdálen deset kilometrů od Bánovců nad Bebravou. Povrch je tvořen mladšími triasovými sedimenty, které jsou pokryté spraší. Územím obce protéká potok Livina, který tvoří jižní hranici s obcí Livinské Opatovice, a ústí do řeky Bebravy. druhým tokem je Višňový potok, který je levostranným přítokem Liviny.  Celková rozloha území obce je 3,11 km², z toho v roce 2020 tvořila 95 % zemědělská půda. Celkové využití půdy (2020): 90 % orná půda, 5 % zahrady. V roce 2024 zemědělská půda tvořila 294,59 ha, z toho 280,42 ha byla orná půda a 14,08 ha zahrady. Na zastavěnou plochu a nádvoří připadalo 11,7 ha a 2,46 ha na vodní plochu. Obec sousedí:
|       | Pečeňany          |          |
| Šišov |                   | Pečeňany |
|       | Livinské Opatovce | Rybany   |

## Památky
V obci je románsko-gotický římskokatolický kostel svatého Havla ze 13. století, který byl přestavěn v roce 1850. Kostel je kulturní památkou Slovenska. Od roku 2000 farnost Borčany náleží pod farnost Rybany, děkanát Bánovce nad Bebravou, diecéze nitranská.
Filiální kostel je jednolodní původně románsko-gotická stavba s pravoúhlým závěrem (kněžiště) a představěnou věží, původně postavený na půdorysu čtverce s půlkruhovou apsidou. Středověkým patronem kostela byl svatý Jiří. Po roce 1780 prošel klasicistní přestavbou, kdy byla zbořena apsida s východní stěnou lodi a kostel byl rozšířen východním směrem. Dalšími úpravami prošel v roce 1850, kdy byla přistavěna na severní straně sakristie a na jižní straně oratoř. Ze středověké stavby se dochovala věž se souvisejícími raně gotickými sdruženými okny a vnější stěny lodi. V podvěží se nachází raně gotický portál, portál vedoucí z věže do původní empory a v interiéru je raně gotická kamenná křtitelnice. Fasády kostela jsou členěny termálními okny. Věž je zakončena stanovou střechou.